# Praha-Zličín
Praha-Zličín egy csehországi vasútállomás, Prágában.

## Megközelítés helyi közlekedéssel
- Busz:  164, 180, 952, 957
- Villamos:  9, 10, 16, 98, 99
- Vonat:   S65

## Vasútvonalak
Az állomást az alábbi vasútvonalak érintik:
- Prága–Hostivice–Rudná u Prahy-vasútvonal

## Szomszédos állomások
A vasútállomáshoz az alábbi állomások vannak a legközelebb:
- Praha-Stodůlky
- Hostivice-Sadová